# British Antarctic Survey

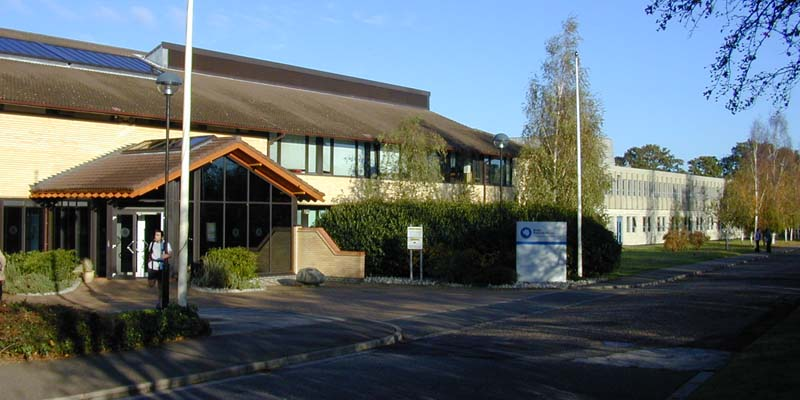
Hauptquartier des BAS in Cambridge

Das British Antarctic Survey (BAS) mit Sitz in Cambridge ist das Polarforschungsprogramm des Vereinigten Königreichs und ist Teil des Natural Environment Research Council (NERC). Von allen europäischen Staaten unterhält es neben dem Französischen  Polarinstitut Paul Emile Victor (IPEV) das größte Netz von antarktischen und subantarktischen Forschungsstationen. 
Nach dem Ende des Zweiten Weltkrieges wurden die Basen der Operation Tabarin an Zivilisten der Falkland Islands Dependencies Survey (FIDS) übergeben. Das Falkland Islands Dependencies Survey war bis 1962 der unmittelbare Vorgänger der British Antarctic Survey.

## Forschungsstationen und Feldstationen
Das BAS betreibt drei Forschungsstationen sowie zwei Feldstationen in der Antarktis, zwei Forschungsstationen im subantarktischen Südgeorgien und eine Forschungsstation in der Arktis.

### Britisches Antarktis-Territorium
- Halley VI Research Station im Brunt-Eisschelf. Eines der hervorragendsten Resultate der Forschung ist die 1985 erfolgte Entdeckung des Ozonloches von der im Brunt-Eisschelf liegenden Halley-Station (ursprünglich Station Z) aus,[1] die für geowissenschaftliche Raumforschung als optimal gelegen gilt. Im Juni 2019 erschien die erste gedruckte topographische Karte der Europäischen Arktis und der Insel Grönland (1:4.000.000); sie basiert auf Computerberechnungen und zeigt alle durch Satellitenfotos bestimmbaren topographischen Objekte und die aktuellen Eisränder.
- Rothera Research Station auf der Adelaide-Insel
  - Fossil Bluff Field Station auf der Alexander-I.-Insel, nur im Südsommer besetzt
  - Sky-Blu Field Station im Palmerland, nur im Südsommer besetzt
- Signy Research Station (ursprünglich Station H) auf den Südlichen Orkneyinseln, nur im Südsommer besetzt

### Südgeorgien und die Südlichen Sandwichinseln
- Bird Island Research Station auf Bird Island, Südgeorgien
- King Edward Point Research Station auf Südgeorgien

### Arktis
- UK Arctic Research Station auf Svalbard, wird von Natural Environment Research Council (NERC) finanziert und von British Antarctic Survey (BAS) verwaltet und betrieben[2]

### Ehemalige Stationen
- Halley I	(1956–1968)
- Halley II	(1967–1973)
- Halley III (1973–1983)
- Halley IV	(1983–1994)
- Halley V	(1990–2012)
- South Ice (1957–1958)
- Station A Port Lockroy (1944–1962)
- Station B Deception Island (1944–1969)
- Station C Cape Geddes (1946–1947)
- Station D Hope Bay (1945–1964), am 8. Dezember 1997 übergab das British Antarctic Survey die Basis an Uruguay und sie wurde in Estación Científica Antártica Ruperto Elichiribehety (ECARE) umbenannt.
- Station E Stonington Island (1946–1975)
- Faraday Station (Station F; 1947–1996), Die Ukraine übernahm im Februar 1996 den Betrieb der Basis und sie wurde in Vernadsky-Station umbenannt.
- Station G Keller Peninsula (1947–1961)
- Station J Prospect Point (1957–1959)
- Station N Arthur Harbour (1955–1958)
- Station O Danco Island (1956–1959)
- Station P Mateev Cove (1957–1958)
- Station T Adelaide Island (1961–1984), am 14. August 1984 übergab das British Antarctic Survey die Basis an Chile und sie wurde in Base Teniente Luis Carvajal Villarroel umbenannt.
- Station V View Point (1953–1996), am 29. Juli 1996 übergab das British Antarctic Survey die Basis an Chile und sie wurde in General Ramón Cañas Montalva umbenannt, später wurde sie in Refugio General Jorge Boonen Rivera umbenannt.
- Station W Detaille Island (1956–1959)
- Station Y Horseshoe Island (1955–1960)

## Ausrüstung
Das BAS unterhält zur Versorgung der Stationen das Forschungsschiff Sir David Attenborough und betreibt vier Flugzeuge des Typs De Havilland Canada Twin Otters und eine De Havilland Canada Dash-7 sowie eine große Flotte von Rad- und Kettenfahrzeugen.

### Ehemalige Forschungsschiffe
| Name                  | Dienstzeit | Dienstzeit | Verbleib                                                         |
| Name                  | Beginn     | Ende       | Verbleib                                                         |
| --------------------- | ---------- | ---------- | ---------------------------------------------------------------- |
| RRS James Clark Ross  | 1991       | 2021       | seit 2021 Noosfera                                               |
| RRS Ernest Shackleton | 1999       | 2019       | seit 2019 Laura Bassi                                            |
| RRS Bransfield        | 1970       | 1999       | 2000 verschrottet                                                |
| RRS John Biscoe       | 1956       | 1991       | 2004 unter dem Namen Fayza Express verschrottet                  |
| RRS John Biscoe       | 1947       | 1956       | sank als Arctic Endeavour im November 1982 vor der Küste Kanadas |

## Direktoren
Im Jahr 1956 wurden das FID Scientific Bureau und die FIDS Rear Base zu einem einzigen FIDS-Büro in London zusammengefasst, wobei erstmals ein Direktor für den gesamten Londoner Betrieb verantwortlich war.
| Name                              | Amtszeit | Amtszeit  |
| Name                              | Beginn   | Ende      |
| --------------------------------- | -------- | --------- |
| Raymond Priestley (kommissarisch) | 1956     | 1958      |
| Vivian Fuchs                      | 1958     | 1973      |
| Richard Laws                      | 1973     | 1987      |
| David Drewry                      | 1987     | 1994      |
| Chris Rapley                      | 1994     | 2007      |
| Nick Owens                        | 2007     | 2012      |
| Alan Rodger (kommissarisch)       | 2012     | 2013      |
| Jane Francis                      | 2013     | amtierend |